# Богаєвський Африкан Петрович
Африкан Петрович Богаєвський (нар. 8 січня 1873 (27 грудня 1872), станиця Каменська, Донецька округа, Область Війська Донського, Російська імперія (нині — місто Кам'янськ-Шахтинський, Ростовська область, РФ) — 21 жовтня 1934, Париж, Франція) — донський воєначальник, один з командирів Добровольчої армії і керівників Білого руху на Півдні Росії, учасник Української революції. Отаман Всевеликого Війська Донського. Генерал-лейтенант.

## Біографія
Походить з потомствених дворян Війська Донського. Він народився в родині військового старшини Війська Донського Петра Григоровича Богаєвського, учасника Севастопольської оборони.

### Російська імператорська армія
У 1890 закінчив Донський кадетський корпус. Потім навчався у Миколаївському кавалерійському училищі, яке закінчив у 1892 році першим із занесенням на мармурову дошку. У 1892 році був випущений до лейб-гвардії Отаманського полку в чині хорунжого.
З 1895 по 1900 роки він навчався в Академії Генерального штабу, яку закінчив з відзнакою. Служив у штабі військ Гвардії і Петербурзького військового округу. У грудні 1908 року отримав військове звання полковника. У 1909—1914 роках Африкан Богаєвський працював начальником штабу 2-ї гвардійської кавалерійської дивізії.
З початком Першої світової війни опинився на фронті. З жовтня 1914 року він командир 4-го Маріупольського гусарського полку. 10 листопада 1914 року був нагороджений Георгіївською зброєю за те, що «в боях 21 серпня під Шапкином і 28 серпня під Гольданом брав енергійну участь в бою, самовідданою роботою, при явній небезпеці для себе, значно сприяв досягненню успіху».
1 січня 1915 року він був призначений командиром лейб-гвардії Зведено-Козачого полку. 22 березня 1915 року отримав військове звання генерал-майора.
27 травня 1915 року Африкан Богаєвський був зарахований до Свити Його Імператорської Величності. З 4 жовтня 1915 року по квітень 1917 року він обіймав посаду начальника штабу Похідного отамана всіх козачих військ Великого князя Бориса Володимировича. 7 квітня 1917 року переведений на посаду командира 1-ї Забайкальської козачої дивізії. В цей час був нагороджений Георгіївським хрестом IV ступеня з лавровою гілкою за бої під Тарнополем.
Влітку 1917 року він командир 1-ї Гвардійської кавалерійської дивізії, а з серпня 1917 року — заступник начальника штабу 4-го кавалерійського корпусу.

### Добровольча армія
Залишивши 1-ю Гвардійську кавалерійську дивізію в Києві, Африкан Богаєвський виїхав на Дон. На заході Донської області, в станиці Луганській Донецької округи, Богаєвський був заарештований більшовиками. Насилу уникнув розстрілу і в грудні 1917 року прибув у Донську столицю Новочеркаськ.
5 січня 1918 року він вступив у командування військами Ростовського району (під керівництвом військового отамана Олексія Каледіна). З 11 лютого під час Першого Кубанського (Крижаного) походу командував Олексіївським партизанським полком Добровольчої Армії.
У березні 1918 року Африкан Богаєвський був призначений командиром 2-ї бригади Добровольчої Армії. З травня 1918 року по січень 1919 року він обіймав посаду Голови Ради Керуючих Відділами та Керуючий Відділом (міністр) закордонних зносин в Донському уряді військового отамана Петра Краснова. 28 серпня 1918 року отримав військове звання генерал-лейтенант.
6 лютого 1919 року Африкан Богаєвський був обраний Військовим отаманом Всевеликого Війська Донського замість Краснова. З січня по лютий 1920 року — Голова Південно-Російського уряду. У березні 1920 року перебазувався до Криму, де перебував у складі армії Петра Врангеля.
У листопаді 1920 року Африкан Богаєвський покинув Крим разом з Врангелем.

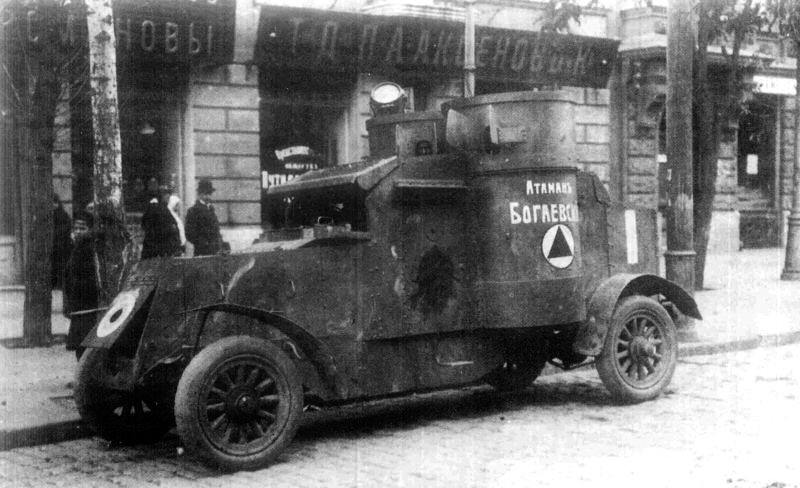
«Отаман Богаєвський» — броньовик Донський армії

### Еміграція

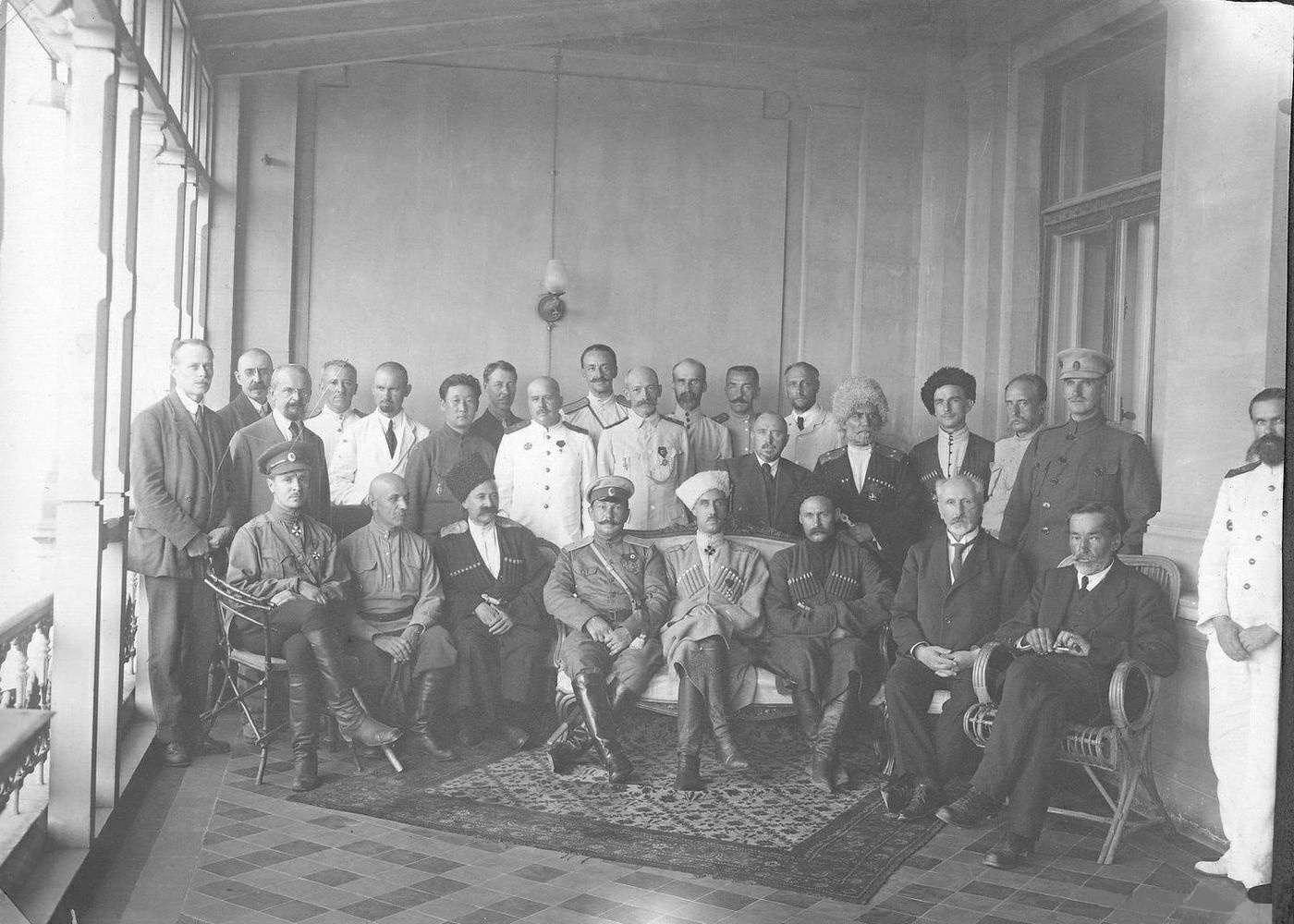
22 липня 1920, Севастополь. Сидять (зліва направо): начальник штабу Шатилов, Астраханський отаман Ляхов, Терський отаман Вдовенко, Донський отаман Африкан Богаєвський, Головнокомандувач Петро Врангель, Кубанський отаман Василь Іванис, голова уряду Олександр Кривошеїн, в.о. голови Донського уряду Корженевський

У листопаді 1920 року Африкан Богаєвський перебував у Константинополі. Він створив Об'єднану раду Дону, Кубані і Тереку. Через рік — у листопаді 1921 року переїхав до міста Софія, а у жовтні 1922 року — до Белграду. З листопада 1923 року він проживав у Парижі. У 1924 році він став один з творців Козачого союзу.
У 1929 році Африкана Богаєвського усі донські емігрантські організації  одностайно обрали довічно представляти інтереси донського козацтва. У 1932 році він став один з творців Союзу козаків-комбатантів та ініціатором створення Донської історичної комісії.

## Смерть
Помер Африкан Богаєвський від серцевого нападу 21 жовтня 1934 року в Парижі. Похований 28 жовтня на кладовищі Сент-Женев'єв-де-Буа.

## Протистояння Богаєвського і Краснова
У 1920 році основна маса козаків, що емігрували з Півдня Росії, зосередилася в Болгарії. Софія стала козацькою «столицею». Богаєвський провів перепис козаків, і організував Донську позичкову касу. Конкуренцію Африкану Богаєвському складав його попередник на посаді Донського отамана Петро Краснов, який проживав на той момент в Берліні. У 1921 році він звернувся до козаків-емігрантів із закликом об'єднуватися в станиці і хутори за місцем проживання на Дону. Цей заклик був сприйнятий з ентузіазмом. Наприкінці 1921 року Краснов звернувся до Врангеля з проханням чинити тиск на Богаєвського, аби той поступився посадою отамана Краснову. Він пропонував сформувати корпус з донських, кубанських і терських козаків для відновлення бойових дій в Росії навесні 1922 року.
Врангель, проте, підтримав не Краснова, а Богаєвського. Той, у свою чергу, в грудні 1921 року своїм наказом узаконив створення хуторів і станиць, вибори отаманів, хутірських і станичних правлінь. Також Богаєвський дозволив приймати у донські хутори і станиці кубанців, терців і астраханців. Великою заслугою отамана Богаєвського стало застереження козаків-емігрантів від повернення на батьківщину. Козаки, що виїхали до Радянської Росі піддаються жорстоким репресіям, трагічна доля їх відома!  — підкреслював Богаєвський в одному зі своїх виступів… Штаб Врангеля і командування козацьких частин організовували в новоутворених хуторах і станицях військові осередки.
Між тим, Краснов на початку 1922 року звернувся до козаків з відкритим листом, закликаючи їх під монархічні прапори. Він зажадав від Богаєвського розпустити «Об'єднану раду Дону, Кубані і Терека», підпорядкувати станичних отаманів йому і відкрито підтримати курс на відродження монархії в Росії. «Об'єднана рада» відкинула ці вимоги, заявивши, що право встановлювати політичний лад в Росії належить майбутнім Установчим Зборам, і що козацтво не може брати участь в насильницькому встановленні республіки або монархії в Росії.
Краснов, за підтримки генералів Петра Попова та Яковлєва і полковника Грекова, у січні 1922 року почав збір підписів за скликання Військового кола, сподіваючись домогтися перевиборів отамана. У лютому з'їзд відбувся в м. Пловдив, однак «визнання» Краснова не відбулося. Більше того, станиці, що виникли за ініціативою Краснова остаточно перейшли в підпорядкування Богаєвському.
Паралельно в Софії йшли переговори про участь козаків у можливій інтервенції до Радянської Росії. Козацькі представники були проти такої участі, вважаючи, що повернутися на батьківщину козаки можуть лише в результаті народного вибуху. Однак Богаєвський не міг не рахуватися з думкою генералів Старикова, Шкуро, Улагая, Агєєва та інших, які встановлювали зв'язок з повстанцями і планували висадку десантів на Чорноморському узбережжі. Таємно підтримуючи ці плани, Африкан Богаєвський ухилявся від організації та фінансування реальних операцій.
Навесні 1922 року прихильникам Краснова вдалося домовитися з іншими противниками політики Богаєвського і Врангеля та зібрати підписи, необхідні для скликання Військового Кола. Однак, Богаєвський знову ухилився від скликання Кола, пославшись на фінансові й політичні труднощі. Африкан Петрович Богаєвський перебував військовим отаманом до самої смерті. Для багатьох козаків він став символом, «останнім отаманом, обраним на Донський землі».

## Нагороди та почесні звання
- Орден Святого Володимира ІІ ступеня
- Повний кавалер ордена Святої Анни
- Повний кавалер ордена Святого Станіслава
- Георгіївське зброю
- Георгіївський хрест IV ступеня з лавровою гілкою
- Знак 1-го Кубанського (Крижаного) походу
- Орден Князя Данила I (I, II і V ступенів; Чорногорія)
- Орден Меча (Швеція)
- Орден Лева і Сонця (Персія)
- Орден Білого орла (Сербія)
- Орден Почесного легіону (Франція)
- Орден Святого Михайла і Святого Георгія II ступеня (Англія)
- Почесний козак Захламинської станиці (наказ по Сибірському козацькому війську № 441 від 3 жовтня 1916 р.)
- Почесний козак Чорноярської станиці Астраханського Війська

## Родина
Батьки:

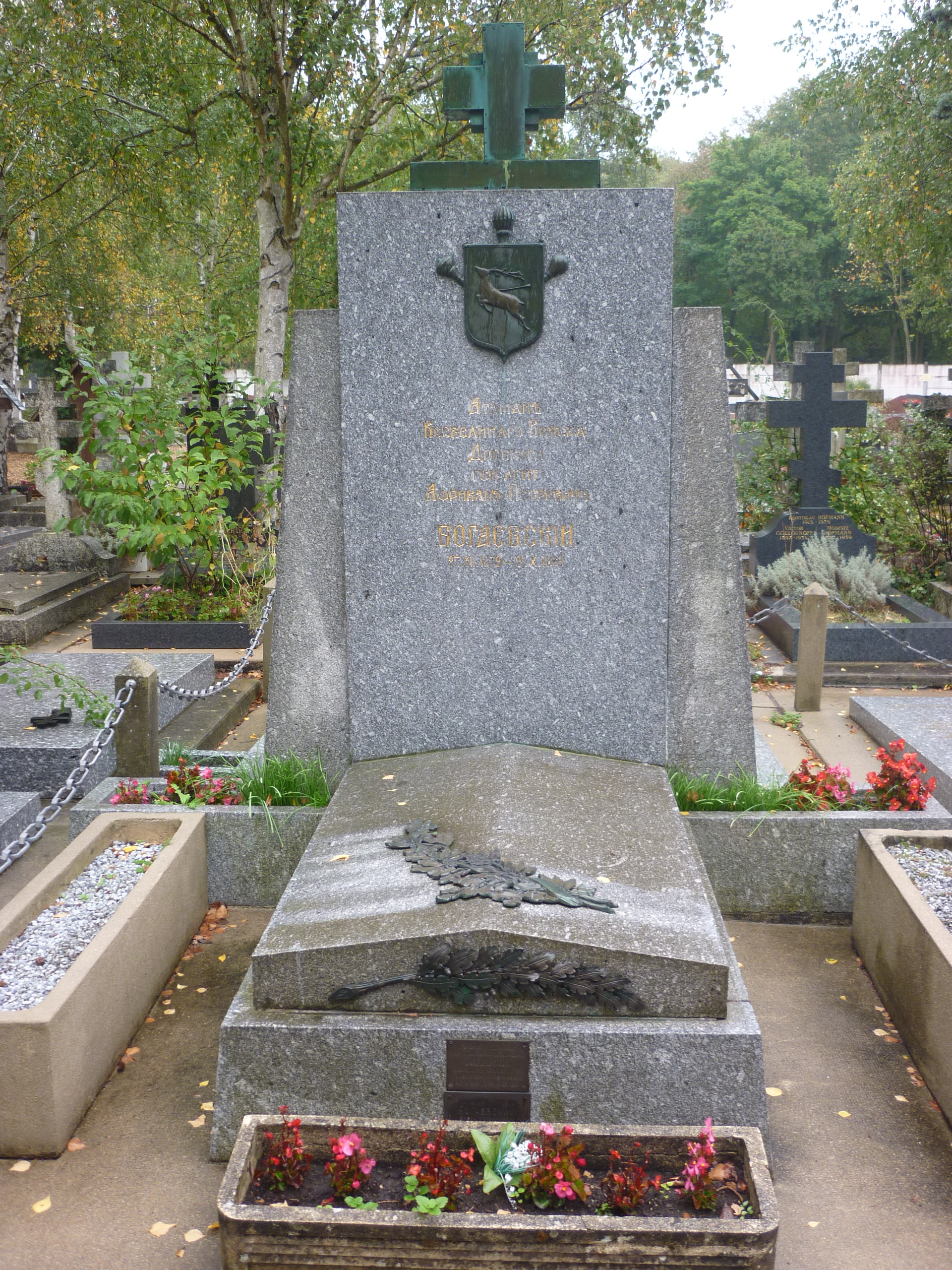
Могила отамана Африкана Богаєвського

- Петро Григорович Богаєвський (1836—1910), військовий страшина Війська Донського, учасник Севастопольської оборони.
- Наталія Микитівна Федяй, донька капітана.

Брати:
- Брати: Митрофан Петрович (1881—1918), журналіст, «Донський Златоуст», голова Донського військового уряду. Розстріляний більшовиками в Новочеркаську в 1918 році.
- Януарій Петрович (1884 — 20.2.1970), осавул, офіцер, журналіст, жив еміграції. Похований в одній могилі з Отаманом.
- Петро Петрович (1874—1915), лікар.

Сестри: 
- Надія Петрівна (1867—1960), дружина онука генерала Якова Бакланова, померла у еміграції.
- Наталія Петрівна  (1877—???)

Дружина та діти:
- Дружина: Надія Василівна Перрет (пом.13.7.1941), сестра генерала Євгенія Перрета, колишня дружина графа Артура Артуровича Келлера (загинула під час Другої світової війни в Белграді).
- Син: Євген Африканович Богаєвський (23.6.1905 — 28.5.1977), служив у Югославській армії.
- Син: Борис Африканович Богаєвський (19.9.1908 — 1.1.1975), почесний голова Козацького союзу і редактор паризького журналу «Рідний край».

Родичі:
- Племінники: поет Микола Миколайович Воробйов (Богаєвський) (1908—1989), один з найвизначніших представників козацької поезії, автор поеми «Кіндрат Булавін»;
- історик Любавін-Богаєвський Юрій Іванович живе в Новочеркаську.

## Твори
В еміграції Богаєвський активно друкувався під псевдонімом Ельмут у козацьких періодичних виданнях.
- Богаевский А. П. Ледяной поход. Воспоминания 1918 год. — Нью-Йорк: Союз первопоходников, 1963.[2]